# ناوكي إيمامورا
ناوكي إيمامورا (باليابانية: 今村直樹؛ بالكانا: いまむら なおき) هو مؤدي صوت ياباني، ولد في 9 يوليو 1973 في سايتاما في اليابان.

## وصلات خارجية
- ناوكي إيمامورا على موقع ANN person (الإنجليزية)